# Cnaphalocrocis araealis
Cnaphalocrocis araealis là một loài bướm đêm trong họ Crambidae.